# Defector
Defector (vertaling: overloper) is het vierde studioalbum van Steve Hackett en zijn toenmalige band. Het album is opgenomen in de Wessex Studio. De meeste kopers van dit album waren de liefhebbers van de gitaarvirtuositeit van Hackett, het album begint echter met 30 seconden dwarsfluitmuziek van broer John. Het album haalde zeven weken notering in de Britse albumlijst en werd met een negende plaats als hoogste notering het enige top10-album van Hackett solo. Hackett vereerde Nederland met een concert in De Vereeniging. De platenhoes was van Kim Poor (destijds mevrouw Hackett).
De eerste versie op compact disc betrof een slechte persing, in 2005 kwam een nieuwe versie op de markt met een betere geluidskwaliteit en bonustracks.

## Musici
- Steve Hackett - gitaar, zang, toetsinstrumenten
- Nick Magnus - toetsinstrumenten
- John Hackett – dwarsfluit, altfluit
- Pete Hicks - zang
- John Shearer - slagwerk en percussie
- Dik Cadbury - basgitaar, zang

## Muziek
Alle van Steve Hackett tenzij aangegeven:

| Nr. | Titel                                       | Duur |
| --- | ------------------------------------------- | ---- |
| 1.  | The steppes                                 | 6:05 |
| 2.  | Time to get out                             | 4:11 |
| 3.  | Slogans                                     | 3:46 |
| 4.  | Leaving                                     | 3:16 |
| 5.  | Two vamps as guests                         | 1:58 |
| 6.  | Jacuzzi                                     | 4:36 |
| 7.  | Hammer in the sand                          | 3:11 |
| 8.  | The toast                                   | 3:42 |
| 9.  | The show                                    | 3:40 |
| 10. | Sentimental institution (S. Hackett, Hicks) | 2:44 |

| Nr. | Titel                                                           | Duur |
| --- | --------------------------------------------------------------- | ---- |
| 1.  | Hercules unchained (S.Hackett, Hicks)                           | 2:44 |
| 2.  | Sentimental institution (Live at the Theatre Royal, Drury Lane) | 3:02 |
| 3.  | The steppes (Live at the Reading Festival)                      | 6:33 |
| 4.  | Slogans (Live at the Reading Festival)                          | 4:19 |
| 5.  | Clocks - The Angel of Mons (Live at the Reading Festival)       | 5:54 |

The steppes ontstond tijdens de toer na Spectral mornings; het had als werktitel Eric. Hammer in de sand was oorspronkelijk een lied, maar de uitvoering op de piano was zo krachtig dat de tekst kwam te vervallen. De piano wordt begeleid door een Prophet V en een mellotron. The show werd uitgebracht op single met als B-kant Hercules unchained. Sentimental institution is een muzikale terugreis van iemand die verlaten is, Glenn Miller, Louis Armstrong, Jim Dorsey en Arty Shaw worden aangehaald.